# 北九州フィルム・コミッション
北九州フィルム・コミッション（きたきゅうしゅうフィルム・コミッション、Kitakyushu Film Commission、KFC）は、福岡県北九州市における映画やテレビドラマのロケを誘致・協力する団体（フィルム・コミッション）。

## 概要
北九州市は明治時代からの工業都市であったが、昭和50年代には産業構造の変化によって元気を失いつつあった。そこで当時の市長である谷伍平は、様々な分野の人材を育てるべく企業に職員を派遣していた。
後に広報課長として北九州フィルム・コミッションを設立する安藤英和は電通に派遣され、そこで見たアンケートで、北九州市は生活環境がよいと評価されているにもかかわらず、都市イメージがとても悪いことを知る事となった。

市の広報課に入った安藤は「北九州市の本当の姿を見て貰いたい」と考え、イメージアップを図る為にテレビや映画を誘致しようと考えた。そこで1989年春、日本におけるフィルム・コミッション（FC）のさきがけとなる「北九州市広報室イメージアップ班」を設置、現在のFCの基礎となるロケーション誘致・サポート業務を開始した。
その後イメージアップ班は段々と成長し、2000年9月27日に「北九州フィルム・コミッション」が設立された。
イメージアップ班の頃より、活動目的は「北九州市のイメージ向上」としている。北九州市のイメージが向上する事によって経済効果や観光・産業の振興に繋がり、何よりも市民の自信に繋がるとしている。
東京から遠く、またとりたててドラマの舞台となる要素もない北九州に撮影隊を誘致するために、観光地での爆破シーンや空港でのハイジャックシーンなど、これまで日本では不可能とされてきた大規模ロケへ挑戦することで誘致を成功させてきた。そのため、〝No guts, No glory, Go for it.〟（ガッツのないヤツに栄光はない。やってみろ）という座右の銘を掲げている。
ジャパンフィルム・コミッション（JFC）九州ブロック代表。AFCI（国際フィルムコミッショナーズ協会）やAFCNet（アジア・フィルム・コミッションネットワーク）にも加盟している。
2014年東京ドラマアウォードの特別賞を受賞。
NHK北九州放送局は、2017年に開局以来初となる本格的ドラマ『GO!GO!フィルムタウン』の制作を手掛け、その題材として北九州フィルム・コミッションが選ばれた。

## 事務局
- 北九州市小倉北区城内1-1（北九州市市民文化スポーツ局内）

## ロケ実績
2013年6月末までで、映画72本、ドラマ89本、計161作品の撮影支援を行っている。
2011年には、誘致支援件数17作品、撮影日数延べ204日、宿泊日数1万3354泊、市民参加8000人、直接経済効果だけでも3億5000万円にも上った。
※ロケ実績のリストについては北九州市#北九州市（または旧5市）を舞台とする作品のうち、1989年以降のものを参照。